# Cephaloleia postuma
Cephaloleia postuma es un coleóptero de la familia Chrysomelidae.
Fue descrita científicamente en 1905 por Weise.